# USS LST-649
O USS LST-649 foi um navio de guerra norte-americano da classe LST que operou durante a Segunda Guerra Mundial.